# Elmore (Vermont)
Elmore es un pueblo ubicado en el condado de Lamoille en el estado estadounidense de Vermont. En el año 2010 tenía una población de 855 habitantes y una densidad poblacional de 8,33 personas por km².

## Geografía
Elmore se encuentra ubicado en las coordenadas 44°30′10″N 72°30′39″O / 44.50278, -72.51083.

## Demografía
Según la Oficina del Censo en 2000 los ingresos medios por hogar en la localidad eran de $45,357 y los ingresos medios por familia eran $48,214. Los hombres tenían unos ingresos medios de $31,250 frente a los $27,361 para las mujeres. La renta per cápita para la localidad era de $20,069. Alrededor del 6.3% de la población estaba por debajo del umbral de pobreza.